# Municipio de Crawford (Nebraska)
El municipio de Crawford (en inglés: Crawford Township) es un municipio ubicado en el condado de Antelope en el estado estadounidense de Nebraska. En el año 2010 tenía una población de 116 habitantes y una densidad poblacional de 1,25 personas por km².

## Geografía
El municipio de Crawford se encuentra ubicado en las coordenadas 42°18′25″N 97°53′35″O / 42.30694, -97.89306. Según la Oficina del Censo de los Estados Unidos, el municipio tiene una superficie total de 92.57 km², de la cual 92,57 km² corresponden a tierra firme y (0 %) 0 km² es agua.

## Demografía
Según el censo de 2010, había 116 personas residiendo en el municipio de Crawford. La densidad de población era de 1,25 hab./km². De los 116 habitantes, el municipio de Crawford estaba compuesto por el 97,41 % blancos, el 1,72 % eran afroamericanos y el 0,86 % eran de una mezcla de razas. Del total de la población el 0 % eran hispanos o latinos de cualquier raza.